# Loon (rapper)
Loon, pseudonimo di Amir Junaid Muhadith (nato Chauncey Lamont Hawkins; New York, 20 giugno 1975), è un rapper statunitense, ritiratosi in seguito alla conversione all'Islam.

## Biografia
Nato nel quartiere Harlem di New York, ha iniziato la sua carriera musicale a metà degli anni '90 all'interno del collettivo Harlem World fondato da Ma$e.
Con lo pseudonimo Loon è stato ingaggiato dalla Bad Boy Records di P. Diddy ed ha pubblicato il suo primo album in studio Loon nell'ottobre 2003. L'album vede la partecipazione di diversi artisti tra cui lo stesso P. Diddy, Kelis, Trina, Mario Winans, Missy Elliott, Aaron Hall e Carl Thomas.
Con P. Diddy ha collaborato ai singoli I Need a Girl (Part One) e I Need a Girl (Part Two) (2002).
Tra il 2006 ed il 2007 ha pubblicato altri tre album: per Cleopatra Records No Friends e per Siccness gli ultimi due, Wizard of Harlem e Bad Boy, quest'ultimo collaborativo con G. Dep.
Nel 2009 si è ritirato dall'industria musicale. Si è convertito all'Islam dopo un viaggio negli Emirati Arabi Uniti. Nato Chauncey Lamont Hawkins, cambiò ufficialmente il suo nome in Amir Junaid Muhadith dopo aver viaggiato alla Mecca per eseguire l'ʿUmra. Dopo essersi convertito alla religione islamica si è quindi trasferito a Il Cairo, in Egitto, dove ha vissuto fino al 2011, per poi tornare negli Stati Uniti d'America dal 2011.
Il 22 novembre 2011 Muhadith è stato arrestato mentre era in viaggio a Bruxelles. Estradato negli Stati Uniti nel maggio 2012, è stato condannato a 14 anni di reclusione nel luglio 2013 per associazione a delinquere finalizzata al traffico di eroina. A causa degli effetti della pandemia di COVID-19 nel centro penitenziario in cui era detenuto, gli è stato concesso il rilascio anticipato il 29 luglio 2020.

## Discografia

### Album in studio
- 2003 - Loon
- 2006 - No Friends
- 2006 - Wizard of Harlem
- 2007 - Bad Boy

## Filmografia
- Death of a Dynasty, regia di Damon Dash (2003)
- State Property 2, regia di Damon Dash (2005)